# 보트 (1921년 영화)
《보트》(The Boat)는 1921년 개봉한 버스터 키튼이 출연한 영화다.

## 줄거리
버스터는 아내와 자식들과 함께 직접 제작한 배로 바다를 항해한다. 그러나 갖갖이 소동이 벌어지는 끝에 급기야 배가 침몰하고 만다. 욕조에 숨어 바다에 있던 버스터 가족은 어느 섬에 도착한다.

## 캐스팅
- 버스터 키튼 - 버스터
- 에드워드 F. 클라인 - 구조 대원
- 시빌 실리 - 버스터의 아내

## 같이 보기
- 버스터 키튼의 영화 목록